# 간자키촌 (교토부)
간자키촌(일본어: 神崎村)은 일본 교토부 가사군에 설치되었던 촌이다. 현재의 마이즈루시 북서부에 해당한다.

## 역사
- 1889년 4월 1일 - 정촌제 시행에 의해 3촌의 구역을 가지고 성립하였다.
- 1955년 4월 20일 - 야쿠모촌, 오카다나카촌, 오카다카미촌, 오카다시모촌과 합병해 가사정이 성립, 동일 간자키촌은 폐지되었다.

## 참고문헌
- 가도카와 일본 지명 대사전 26 京都府